# Die gesellschaftliche Konstruktion der Wirklichkeit
Die gesellschaftliche Konstruktion der Wirklichkeit ist ein Werk von Peter L. Berger und Thomas Luckmann. Es erschien 1966 in den USA unter dem Titel The Social Construction of Reality. Die deutsche Übersetzung von Monika Plessner wurde 1969 veröffentlicht. Es ist eines der Schlüsselwerke des Sozialkonstruktivismus.

## Einleitung: Das Problem der Wissenssoziologie
Berger/Luckmann plädieren für einen Neuanfang in der Wissenssoziologie, in der untersucht werden soll, wie Wissen entwickelt, vermittelt und bewahrt wird. Dies soll durch die Analyse der gesellschaftlichen Konstruktion der Wirklichkeit geschehen. Begriffsbestimmungen:
„Für unsere Zwecke genügt es, ‚Wirklichkeit‘ als Qualität von Phänomenen zu definieren, die ungeachtet unseres Wollens vorhanden sind – wir können sie ver-, aber nicht wegwünschen. ‚Wissen‘ definieren wir als die Gewißheit, daß Phänomene wirklich sind und bestimmbare Eigenschaften haben.“ (S. 1)
Es handelt sich dabei um soziologische Definitionen, nach denen Wissen und Wirklichkeit immer in Anführungszeichen zu stehen hätten, wäre dies nicht schlechter Stil. Die Entscheidung über das legitime Auslassen der Anführungszeichen bleibe der Philosophie überlassen, die Wissenssoziologie müsse Wissen und Wirklichkeit des Menschen auf der Straße ohne Ansehen der Gültigkeit untersuchen. Dabei zeigt sich, dass in verschiedenen Gesellschaften verschiedene Wirklichkeiten gelten, die durch verschiedene Vorgänge erzeugt werden.

## Bezüge zur Wissenssoziologie
Dieses Konzept der Wissenssoziologie unterscheidet sich vom althergebrachten Konzept Max Schelers und den verschiedenen Auffassungen seiner Nachfolger. Berger/Luckmann bezeichnen diese bisherige Wissenssoziologie als „eine Art Glossarium zur Ideengeschichte“, also eher eine erklärende Auflistung denn eine Theorie des Wissens, deren Wurzeln gleichzeitig noch stark in drei Strömungen der deutschen Philosophie des 19. Jahrhunderts lagen: Geschichtsphilosophisches von Marx, Nietzsche und Dilthey.

### Marx
Berger/Luckmann beziehen sich kritisch-anerkennend auf Marx:
„Von Marx kommt die Ausgangsvorstellung der Wissenssoziologie: daß das Bewußtsein des Menschen durch sein gesellschaftliches Sein bestimmt wird. Begreiflicherweise ist viel darüber gestritten worden, was für eine Determination Marx dabei im Sinne hatte. Fest steht, daß vieles von dem großen ‚Kampf um Marx‘ [...] in Wahrheit ein Kampf um eine schiefe Marx-Interpretation durch ‚die Marxisten der letzten Tage‘ gewesen ist. [...] Von Marx hat die Wissenssoziologie nicht nur die schärfste Formulierung ihres zentralen Problems, sondern auch einige ihrer zentralen Begriffe, darunter zum Beispiel den der ‚Ideologie‘ (Ideen, die als Waffen für gesellschaftliche Interessen wirken) und den des ‚falschen Bewußtseins‘ (Denken, das dem gesellschaftlichen Sein des Denkenden ‚entfremdet‘ ist).“ (S. 6)
Prägend für die Wissenssoziologie waren seit Max Scheler und Karl Mannheim Debatten um das marxsche Begriffspaar Basis/Überbau:
„Der spätere Marxismus tendierte dazu, ‚Basis‘ kurzerhand gleichzusetzen mit Wirtschaftsstruktur, deren ‚Überbau‘ dann lediglich ihr Reflex wäre (so beispielsweise bei Lenin). Heute steht wohl fest, daß dieser einseitig ökonomische Determinismus eine Fehlinterpretation ist. Ihr eher mechanistischer als dialektischer Charakter allein sollte schon Mißtrauen hervorrufen. Was Marx beschäftigt hat, ist, daß menschliche Gedanken sich auf menschliche Tätigkeiten ('Arbeit' im weitesten Sinne des Wortes) gründen und damit auch auf die gesellschaftlichen Gebilde, welche durch diese Tätigkeit entstehen. Man begreift ‚Basis‘ und ‚Überbau‘ am ehesten, wenn man sie als dauernde Wechselwirkung zwischen menschlicher Tätigkeit und der Welt sieht, die eben durch diese Tätigkeit hervorgebracht wird.“ (S. 6)

### Nietzsche
Nietzsche ist seltener als Marx explizit von der Wissenssoziologie diskutiert worden, war jedoch zu ihrer Entstehungszeit allpräsent. Vor allem sein Anti-Idealismus eröffnete neue Sichtweisen auf Denken und Wissen.
„Nietzsche entwickelte seine eigene Theorie des ‚falschen Bewußtseins‘ in den Analysen der gesellschaftlichen Bedeutung von Täuschung und Selbsttäuschung und der Illusion als notwendiger Lebensbedingung. Scheler hat Nietzsches Begriff des ‚Ressentiment‘ als eines schöpferischen Faktors für gewisse Typen menschlichen Denkens direkt übernommen. Überspitzt kann man sagen, daß die Wissenssoziologie geradezu eine besondere Weise ist, das, was Nietzsche treffend ‚die Kunst des Mißtrauens‘ genannt hat, anzuwenden.“ (S. 7)

### Dilthey
Der Historismus vor allem Diltheyscher Schule wird von Berger/Luckmann als unmittelbarer Vorgänger der Wissenssoziologie angesehen, vor allem durch sein „Gefühl für die Relativität aller Aspekte menschlichen Geschehens, das heißt also auch für die unausweichliche Geschichtlichkeit des Denkens. Das historische Dogma, dass keine geschichtliche Situation anders als unter ihren eigenen Bedingungen verstanden werden könne, ließ sich mühelos in die emphatische Betonung der gesellschaftlichen Einbettung des Denkens überführen.“ (S. 7 f.) Die Wissenssoziologie übernahm mehrere Begriffe und Vorstellungen aus dem Historismus.

## Neukonzeption der Wissenssoziologie
Berger/Luckmann kritisieren an ihren Vorläufern den aus ihrer Sicht verengten Blickwinkel bei der Festlegung des Untersuchungsgegenstandes. Die klassische Wissenssoziologie hat sich vorrangig mit wissenschaftlichem Wissen und Ideologien befasst, also Erkenntnistheorie, Geistes- und Ideengeschichte betrieben. Berger und Luckmann plädieren demgegenüber für eine Erweiterung des Untersuchungsgegenstandes, denn „theoretisches Wissen ist nur ein kleiner und nicht einmal der wichtigste Teil dessen, was in einer Gesellschaft als Wissen umläuft“. Als Reaktion auf die von ihnen gesehenen Einseitigkeiten ihrer Vorläufer rücken sie in diesem Werk das Alltagswissen in den Vordergrund. Dabei tauchen die folgenden starken Bezüge auf:
- das Lebenswelt-Konzept von Alfred Schütz
- die frühe Anthropologie von Karl Marx
- der Gesellschaftsbegriff Émile Durkheims in marxistisch-dialektischer Perspektive
- Max Weber: subjektiv gemeinter Sinn als konstituierender Faktor für gesellschaftliche Wirklichkeit
- Sozialpsychologie nach George Herbert Mead mit den Elementen symbolischer Interaktionismus und Sozialisation

Diese Theorien werden undogmatisch als Werkzeuge für ein neues schlüssiges Ganzes benutzt. Das Ergebnis, die neue Wissenssoziologie, sehen Berger/Luckmann als Teil der empirischen Soziologie, nicht als Diskussion der Grundlagen der Soziologie. Die neue Fragestellung soll lauten: „Wie ist es möglich, daß subjektiv gemeinter Sinn zu objektiver Faktizität wird?“ (S. 20)

## Die Grundlagen des Wissens in der Alltagswelt

### Die Wirklichkeit der Alltagswelt
Berger/Luckmann wollen sowohl das Wissen, welches das Verhalten der Normalverbraucher in der Alltagswelt reguliert, als auch das Wesen der Alltagswirklichkeit analysieren. Das Bewusstsein in der Alltagswelt funktioniert subjektiv sinnhaft, intentional und objektbezogen. Damit ist es abgegrenzt von Bewusstseinsformen in anderen Welten: Traum, theoretische Physik, Spiel und im weiteren Sinne auch Kunst und Religion. Eine bestimmte Wirklichkeitsordnung strukturiert die Alltagswelt. Aspekte dieser Ordnung sind Sprache, Technik, soziale Beziehungen, das Hier und Jetzt als Zentrum, die Differenzierung in Nah- und Fernzonen, die Spezifika der Arbeitswelt, Intersubjektivität, verschiedene mögliche Perspektiven, Selbstverständlichkeit, Ausbildung von Routine- und Problembereichen, die Ausbildung eines Erfahrungsrahmens und eine Zeitstruktur, die sowohl das Konzept permanenten Zeitflusses als auch zeitliche Einzelabschnitte denkbar macht.

### Gesellschaftliche Interaktion in der Alltagswelt
Das Basismodell gesellschaftlicher Interaktion in der Alltagswelt ist die Vis-à-vis-Situation, in der Menschen in Aktion, Reaktion und Gegenreaktion miteinander interagieren (Reziprozität). Der Andere ist dabei als anderes Subjekt einfach in seinem Subjektcharakter wahrzunehmen und bildet das Vorbild für die eigene Ich-Wahrnehmung als Spiegelbild. Die Vis-à-vis-Interaktion ist dynamisch, fließend und flexibel, folgt aber vorgeprägten Typisierungen. Die Entfernung von der Vis-à-vis-Situation in der indirekten Interaktion oder dem Bezug auf Zeitgenossen, Vorfahren und Nachfahren steigert dabei die Anonymität in den Typisierungen.

### Sprache und Wissen in der Alltagswelt
Der menschliche Ausdruck besitzt die Kraft der Objektivation, d. h., er manifestiert sich in Erzeugnissen menschlicher Tätigkeit. Die intersubjektive Welt ist durchzogen von Objektivationen: Zeichen, Symbole und allen voran die Sprache. Sie ist sowohl Ursprung als auch der Hauptbezug zur Alltagswelt. Sie bildet semantische Felder, indem sie typisiert und anonymisiert, d. h., sie subsumiert spezifische Erlebnisse unter allgemeine Sinnordnungen. Gleichzeitig bietet die Sprache das Potential, die Vis-à-vis-Ebene zu überspringen und die Alltagswelt zu transzendieren.
Der allgemeine Wissensvorrat ist in semantischen Feldern organisiert und beinhaltet viel Rezeptwissen. Diese Felder sind den Menschen zu unterschiedlichen Graden vertraut und funktionieren als Hauptkategorien der Erfahrung. Die Gültigkeit dieses Wissens garantiert sich jedes Subjekt selbst, so dass bei laufender Funktionalität keine Zweifel auftauchen. Spätestens im Zweifel zeigt sich, dass die Felder und Kategorien in einer Relevanzstruktur geordnet und mit verschieden starken Relevanzen besetzt sind. Das Alltagswissen ist immer unvollständig, es bleibt permanent Raum für weitere Warum-Fragen. So lebt der Mensch mit dem Gefühl, es gehe immer etwas hinter seinem Rücken vor.
Die Verteilung des Wissens ist komplex organisiert, wichtige Instanzen sind die Familie, das allgemeine private Umfeld und
die Experten. Um zurechtzukommen, ist es notwendig, grob über die Verteilung des gesellschaftlichen Wissens informiert zu sein.

## Gesellschaft als objektive Wirklichkeit
Der Mensch ist im Gegensatz zum Tier weltoffen und produziert sich selbst gesellschaftlich. Das, was dabei als normal gilt, ist kulturell und historisch verschieden. Für jeden Menschen ist eine wiederum von Menschen produzierte institutionalisierte Gesellschaftsordnung vorgegeben. Sie können als typisierte kontrolliert und weitergegeben werden.
Das Wissen über Institutionen strukturiert bereits per Sozialisation die Alltagswelt. Sedimente von Wissen und Sinn bilden dazu Traditionen. Rollen werden von den Menschen internalisiert und repräsentieren die gesellschaftliche Ordnung. Diese Institutionalisierung kann verschieden stark durchgesetzt sein. Legitimationskrisen können zu historischer Veränderung führen oder neue Subsinnwelten produzieren. Dabei spielt der Grad der Verdinglichung eine große Rolle: Wie stark werden Gesellschaft oder Rolle als natur- oder gottgegeben wahrgenommen? Die gesellschaftliche Ordnung bildet eine symbolische Sinnwelt, die alle Institutionen integriert, sich selbst dadurch legitimiert und der Gesellschaft „Sinn“ gibt. Bei Krisen, Abweichlern oder Kontakt mit fremden Kulturen und damit anderen symbolischen Sinnwelten muss die bisherige theoretisch legitimiert werden. Berger/Luckmann führen als mögliche Sinnweltstützen Mythologie, Theologie und Wissenschaft auf, in angewandter Form Therapie und Nihilierung (hier: Nichtigmachen). Konkurrierende Welt-Spezialisten können die bestehende Sinnwelt stützen und darauf sogar Monopole bilden, z. B. die Kirchen.
Mit den Legitimationsprozessen und dem Rahmen der Institutionen bildet sich eine Dialektik von ideellen und materiellen Prozessen, die gemeinsam symbolische Sinnwelten wandeln. „Soziologisch wesentlich ist, daß jede symbolische Sinnwelt und jede Legitimation Produkt des Menschen ist. Die Grundlage ihres Daseins ist das Leben lebendiger Menschen. Abgetrennt von dieser ihrer Grundlage besitzen sie keinen empirischen Status.“ (S. 138)

## Gesellschaft als subjektive Wirklichkeit
Menschen internalisieren subjektive Wirklichkeit über Sozialisation. Die primäre Sozialisation (meist durch die Eltern) vermittelt Normen, Rollenbilder, Sprache etc. Wichtig ist dabei der Prozess des Bezugs zu signifikanten Anderen, die zum generalisierten Anderen werden. Die sekundäre Sozialisation in Subwelten vermittelt rollenspezifisches Spezialwissen und weitere Aspekte von Werten, Normen und Sprache; die Prozesse auf dieser Ebene sind höchst vielfältig und differenziert. Durch Routine und die Bewältigung von Krisen in Grenzsituationen wird die Gültigkeit der subjektiven Wirklichkeit bewahrt. Die Routine ist vermittelt über signifikante Andere (Familie, Vorgesetzte, …) und sonstige Andere (die Masse der Werktätigen, …). Die Vermittlung entsteht vor allem über ständige Unterhaltungen (Konversationsmaschine), die die Routinen der Alltagswelt immer voraussetzen. Eine radikale Verwandlung bestehender subjektiver Wirklichkeit entspricht einer Resozialisation in einer neuen starken Struktur der Plausibilität.
Bei einfachen Formen gesellschaftlicher Arbeitsteilung (Bauer, Ritter, …) ist auch die Sozialisation ein einfacher Prozess, resultiert jedoch in starker Identität. In differenzierteren Gesellschaftsformen fördern konkurrierende Wirklichkeiten eine normabweichende Sozialisation.
„Wahrscheinlich sind alle Menschen, wenn sie erst sozialisiert sind, latente ‚Verräter an sich selbst‘. Die psychische Schwierigkeit dieses Verrates wird jedoch größer, wenn entschieden werden muß welches ‚Selbst‘ von Fall zu Fall verraten werden soll.“ (S. 181)
So existieren dann im Menschen verschiedene Selbstwirklichkeiten und Rollen. Wenn konträre Weltbilder öffentlich konkurrieren, nimmt das allgemeine Gefühl für die Relativität aller Welten zu. Die eigene Identität wird relativiert und weicht einer Praxis wechselnder Rollen.
Generalisierend lässt sich nicht von kollektiver Identität sprechen, sondern von verbreiteten Identitätstypen die vortheoretisch und vorwissenschaftlich von den Menschen wahrgenommen und gelebt werden. Spezifische Identitätstheorien sind immer selbst in ein größeres Wirklichkeitsbild eingebettet. „Schlicht gesagt: jede Psychologie hat eine Kosmologie zur Voraussetzung“. (S. 187)
Die gesellschaftliche Konstruktion der Wirklichkeit stößt beim Menschen auf organische Voraussetzungen und Grenzen: Die biologische Konstitution der Individuen – repräsentiert in Lebensdauer, Hunger, sozialisierter Animalität und Krankheiten – je ausgeprägt in konkreten Formen von z. B. Ernährung (Was erzeugt Übelkeit?) oder Orgasmus (Welches sind die „richtigen“ sexuellen Objekte?). In diesem Sinne läuft ein ständiger wechselseitig prägender Prozess zwischen Individuum, Gesellschaft und Natur ab:
„Der Mensch ist biologisch bestimmt, eine Welt zu konstruieren und mit anderen zu bewohnen. Diese Welt wird ihm zur dominierenden und definitiven Wirklichkeit. Ihre Grenzen sind von der Natur gesetzt. Hat er sie jedoch erst einmal konstruiert, so wirkt sie zurück auf die Natur. In der Dialektik zwischen Natur und gesellschaftlich konstruierter Welt wird noch der menschliche Organismus umgemodelt. In dieser Dialektik produziert der Mensch Wirklichkeit – und sich selbst.“ (S. 195)

## Schlussfolgerungen: Wissenssoziologie und soziologische Theorie
Berger/Luckmann sehen ihr Werk nur als systematischen Versuch eines Neuanfangs der Wissenssoziologie, der nun weitere Diskussionen und Forschungen provozieren solle. Sie plädieren
- für eine Aufwertung von Sprach- und Religionssoziologie in der theoretischen Soziologie
- für die Entwicklung einer soziologischen Psychologie nach George Herbert Mead
- für die bewusste Einbeziehung der Dialektik zwischen Individuum (bzw. Identität) und Gesellschaft (also der gesellschaftlichen Konstruktion der Wirklichkeit) in die Soziologie
- gegen eine ahistorische Soziologie
- für die spezifizierte und präzisierte Ausführung dialektischer Prozesse statt deren bloßen Behauptung
- für umfassende empirische Forschungen: Beziehungen der Institutionen zu den sie legitimierenden symbolischen Sinnwelten – „Um nur ein Beispiel anzuführen: Das gegenwärtige Interesse der Soziologen an Theorien, die aus der Psychoanalyse abgeleitet sind, würde alsbald eine ganz andere Färbung bekommen, wenn diese Theorien nicht – positiv oder negativ – als Dogmen einer ‚Wissenschaft‘ in Geltung ständen, sondern sich auf dem Wege der Analyse als Legitimation einer höchst eigenartigen und wahrscheinlich bezeichnenden Konstruktion der Wirklichkeit in der modernen Gesellschaft zu erkennen gäben. Eine derartige Analyse sollte natürlich die Frage der ‚wissenschaftlichen Tragfähigkeit‘ dieser Theorien ausklammern und sie lediglich als Gegebenheiten für ein Verständnis jener subjektiven und objektiven Wirklichkeit behandeln, aus der sie kommen und auf die sie zurückwirken.“ (S. 200)
- gegen die Beschränkung der Soziologie auf den Positivismus, gleichwohl sie sich aber nicht von der empirischen Forschung abwenden solle
- für die Position, Soziologie sei trotz all dieser Einsichten eine Wissenschaft und könne auch wertfrei sein
- für den ständigen Kontakt der Soziologie zur Geschichtswissenschaft und Philosophie
- für eine humanistische Soziologie mit dem Forschungsgegenstand „Gesellschaft als Teil einer menschlichen Welt, geschaffen von Menschen, bewohnt von Menschen und in unaufhörlichem historischem Prozeß wiederum an Menschen schaffend.“ (S. 201)